# Nectarius van Constantinopel
Nectarius van Constantinopel (Grieks: Νεκτάριος Κωνσταντινουπόλεως
) was Patriarch van Constantinopel van 381 tot 397.

## Levensloop
Nectarius was praetor urbanus van de stad Constantinopel. Toen Gregorius van Nazianze in 380 zijn ontslag indiende vroeg keizer Theodosius I aan bisschop Meletius van Antiochië een lijst met nieuwe kandidaten. Meletius plaatste bovenaan de lijst hemzelf en onderaan Nectarius, die nog maar een catechumeen was. Theodosius doorzag de list en koos voor Nectarius.
De eerste opdracht van Nectarius was de bijeenroeping van het Concilie van Constantinopel I, waar de Geloofsbelijdenis van Nicea-Constantinopel werd bevestigd. Tijdens het concilie werd Nectarius benoemd tot patriarch, en nam de eerste plaats in na de bisschop van Rome, omdat Constantinopel het nieuwe Rome was.
Na zijn dood in 397 werd hij opgevolgd door Johannes Chrysostomus. Zijn herdenkingsdag in de Rooms-katholieke en orthodoxe kerk is 11 oktober.